# Новые приключения принцессы Нери
«Новые приключения принцессы Нери» (англ. The New Adventures of Ocean Girl) — австралийский фантастический мультсериал о девочке Нери, созданный в 1999 году независимой компанией Media World Pictures на мультипликационной студии Media World — Animation Works по мотивам телесериала «Девочка из океана». Использует сочетание традиционной двумерной анимации, прокрашенной вручную, с трёхмерными компьютерными фонами.
В декабре 2000 года мультсериал был награждён премией Australian Guild of Screen Composers award за лучшую оригинальную песню из фильма, мини-сериала или телевизионного сериала (Best Original song for a movie, mini-series or television series, за заглавную тему из вступительной заставки — «The Promised One»), и на Australian Effects and Animation Festival — как лучший телевизионный анимационный фильм.

## Сюжет
Где-то во Вселенной есть планета Океания, которую населяли четыре народа: Люди, Летуны, Подземные жители и Амфибии. Гармонию на планете поддерживали четыре кристалла, которые охраняли Священные Киты. Две тысячи лет назад злой космический колдун Галиэл украл один из четырёх кристаллов, чтобы получить силу. В результате природный баланс был нарушен, полярные шапки растаяли, превратив Океанию в водный мир. Теперь сила кристалла Галиэла иссякла, и он вернулся на Океанию с намерениями завладеть остальными тремя кристаллами, спрятанными на планете.
Главная героиня, принцесса Нери, оказывается той, о ком говорится в пророчестве — девушкой, которая должна найти спрятанные кристаллы, вернуть похищенный колдуном, и собрать их в священном месте, чтобы восстановить порядок на Океании. В этом ей помогают принц Йова, прибывший с планеты, опустошённой Галиэлом, пёс Микро, способный превращаться в других животных, и друзья из народов Океании, которых она находит на протяжении поисков кристаллов.

## Персонажи[6]
- Принцесса Нери — принцесса планеты Океания, племянница короля Нимона.
- Принц Йова — принц, прибывший с уничтоженной Галиэлом планеты.
- Микро — собака Нери.
- Король Нимон — правитель Океании, дядя Нери.
- Лорд Зардер — предводитель народа Амфибии.
- Леди Шима — предводительница народа Летуны.
- Лорд Лазая — предводитель народа Подземные жители.
- Неанда — друг Нери, один из Подземных жителей.
- Капитан Шаркана — советник короля Нимона.
- Мэндрул — Священный Кит, охраняющий кристаллы Океании и помнящий предыдущую атаку Галиэла на планету.
- Галиэл — злой космический колдун, одержимый желанием украсть магические кристаллы Океании.
- Эльгар — злая колдунья, приспешница Галиэла.
- Моза — инопланетянин, помощник Галиэла.

## Отзывы
Авторы интернет-портала «Мел» в октябре 2018 года включили «Новые приключения принцессы Нери» в свой список рекомендаций к просмотру из 10 мультфильмов со всего мира, которые не имеют ничего общего с широко востребованными, заявляя следующее:

Действие фантастического мультсериала разворачивается на планете под названием Океания. Впрочем, вы наверняка догадываетесь, что у выдуманной планеты есть нечто общее с Океанией настоящей. Например, тесная связь с Австралией. Если бы мультфильм по этому сценарию снимали в США, он бы встал в один ряд со множеством ему подобных. Его сюжет — это наполовину «Русалочка», а наполовину «Звёздный путь» с австралийским акцентом…

Наибольшей популярностью среди зрителей данный мультсериал пользовался в Польше, когда он транслировался телеканалом Tele 5:

Natomiast nowy serial animowany «Nera, księżniczka Oceanii» zdobył rzesze wiernych widzów wśród najmłodszych telewidzów «Piątki».

## Список эпизодов[9]
1. The Return (Возвращение)
2. Possessed (Одержимый)
3. Hearing The Call (Призыв)
4. A Common Bond (Крепкие узы)
5. The Quest Begins (Приключение начинается!)
6. Neri Has The Power (Нери обретает силу)
7. The Keeper Of The Crystal (Хранительница кристалла)
8. The Test Of Faith (Испытание верой)
9. The Promise Is Kept (Верный слову)
10. The Crystal Is Returned (Возвращение кристалла)
11. The Crystal Or A Friend (Кристалл или друг?)
12. Secrets Of The Ancient (Тайны древнего дворца)
13. Elgar And Moza For Dinner (Эльгар и Моза на обед)
14. Fearless (Бесстрашная)
15. The Truth Is Kept Is Secret (Истина держится в тайне)
16. Galiel Unites The Clans (Галиэл объединяет кланы)
17. The Keeper Of Time (Хранитель времени)
18. The Deepest, Darkest Chasm (Глубокое, мрачное ущелье)
19. Elgar’s Crystal (Кристалл Эльгара)
20. That Sinking Feeling (Чувство падения)
21. Moza’s Time Of Reckoning (Месть Мозы)
22. Queen Elgar (Королева Эльгар)
23. The Surfacing (На поверхности)
24. Neanda Leads The Way (Неанда ведёт в бой)
25. The Countdown (Обратный отсчёт)
26. The Time Has Come (Время пришло)

## Показы в других странах
В Австралии вещание мультсериала осуществлялось телеканалом Network Ten с февраля по август 2000 года. Затем «Новые приключения принцессы Нери» в разное время показывали следующие страны:
- Германия: Super RTL
- Испания: La 1, La 2
- Италия: Rai 2, Televisioni locali, Rai Gulp
- Польша: Tele 5, TVP2, KidsCo (2003, 2004, 2007—2009)
- Украина: Интер[11]
- Россия: ТНТ[12][13], ТВ Столица[14][15][16], KidsCo[17], БСТ[18].
- Армения: Шогакат

## Роли дублировали
- Людмила Ильина — принцесса Нери, Моза
- Андрей Бархударов — Галиэл, лорд Зардер, принц Йова, лорд Лазая
- Виктор Петров — король Нимон, капитан Шаркана, Неанда, крот, лейтенант, хранитель времени
- Светлана Харлап — Эльгар, леди Шима, Мэндрул
- Борис Быстров — закадровый голос в титрах 1-6 серий
- Юлия Сапожникова — вступительная песня, исполнение